# 制动 (登山)
制动是一种登山中的技术，在无绳索和保护站的情况下用于停止在山体坡面上的紧急滑坠。制动动作可以借助冰镐结合攀登者的靴子、手、脚、膝盖和手肘完成，冰镐的使用能显著减缓雪坡、冰面和冰川上的滑坠。